# James Gordon (Politiker, 1833)
James Gordon (* 6. Dezember 1833 in Cotton Gin Port, Monroe County, Mississippi; † 28. November 1912 in Okolona, Mississippi) war ein US-amerikanischer Politiker (Demokratische Partei), der den Bundesstaat Mississippi im US-Senat vertrat.
James Gordon war noch ein Säugling, als seine Eltern mit ihm im Jahr 1834 ins Pontotoc County zogen. Er besuchte dort die öffentlichen Schulen sowie eine Privatschule in Holly Springs und später ein College in Alabama. Im Jahr 1855 machte er seinen Abschluss an der University of Mississippi in Oxford. Danach betätigte er sich als Pflanzer sowie als Autor für Zeitungen und Magazine.
Politisch aktiv wurde Gordon erstmals 1857 als Abgeordneter im Repräsentantenhaus von Mississippi, dem er 1859 ein weiteres Mal angehörte. In diesem Jahr zog er auch nach Okolona im Chickasaw County um. Nach Ausbruch des Sezessionskrieges trat er der Konföderiertenarmee bei, in der er als Colonel mehrerer von ihm aufgestellter Kavallerieregimenter diente. 1864 war er für die Konföderation in diplomatischer Mission in Europa unterwegs. Bei seiner Rückkehr im Januar 1865 wurde er im Hafen von Wilmington gefangen genommen; er konnte wenig später aber fliehen und sich nach Kanada absetzen. Als er nach Kriegsende wieder US-Boden betrat, wurde Gordon beschuldigt, er sei am Mordkomplott von John Wilkes Booth gegen Präsident Abraham Lincoln beteiligt gewesen, doch er konnte diesen Verdacht ausräumen.
Er wurde nach der Wiederaufnahme des Staates Mississippi auch wieder politisch tätig; so absolvierte er 1876 und 1886 zwei weitere Amtszeiten im Repräsentantenhaus in Jackson. Von 1904 bis 1906 war er Staatssenator. Im Alter von 76 Jahren wurde James Gordon schließlich noch zum US-Senator ernannt. Er trat in Washington am 27. Dezember 1909 die Nachfolge des verstorbenen Anselm McLaurin an und verblieb bis zum 22. Februar 1910 im Kongress; bei der folgenden Wahl trat er nicht mehr an. Seine verbleibenden Jahre verbrachte Gordon mit landwirtschaftlicher Arbeit und literarischen Aktivitäten, ehe er im November 1912 in Okolona starb.